# Soufiane Koné
Pour les articles homonymes, voir Koné.
Soufiane Koné, né le 8 juin 1980 à Toulouse (Haute-Garonne), est un footballeur français du début des années 2000.
Koné débute dans sa ville natale avant de partir pour la région parisienne puis à l'est et l'AS Nancy-Lorraine. Le jeune attaquant finit sa formation au sein du club lorrain, intègre l'équipe de France juniors et débute en professionnel au début de la saison 1998-1999. Après une saison complète, il se blesse gravement au genou et doit mettre sa carrière entre parenthèses. Il est déclaré inapte à la pratique du football en 2002 et tente de revenir en rejoignant l'AS Cannes puis le Royal Excelsior Virton en Belgique au milieu des années 2000 sans réussite.
En 2010, Soufiane Koné est arrêté et condamné à de la prison ferme pour être membre d'un large trafic de drogue.

## Biographie

### Enfance à Toulouse puis en Île-de-France

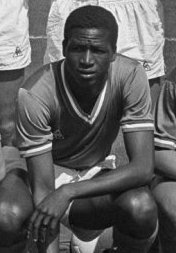
Enfant, Koné veut devenir le nouveau Salif Keita.

Entre quatre et neuf ans, Soufiane Koné passe de nombreuses semaines à Foix pour lutter contre des crises d'asthme à répétition. Le week-end, il rentre chez lui à Toulouse, sa ville natale. Il grandit d'abord dans le quartier de Bellefontaine puis à Bordelongue avec sa sœur aînée, son père agronome et sa mère secrétaire de direction. Le petit évoque souvent son pays natal, le Mali, et rêve de devenir le successeur de Salif Keita. Son père l'inscrit au Toulouse AC malgré ses ennuis de santé. « Ça me permettait de me dépenser mais surtout ça me faisait du bien au niveau du souffle ». Alors qu'il vient de fêter ses neuf ans, la séparation de ses parents l'oblige à suivre sa mère en Île-de-France, à Grigny puis Évry.
Après être devenu chahuteur, il s'inscrit au club de la capitale essonienne et joue au poste d'attaquant pour s'amuser sans penser à faire carrière dans le football. Vers quatorze-quinze ans, Soufiane Koné participe à la Coupe nationale Cadets avec la sélection d'Île-de-France et marque notamment sept buts lors d'un même match. L'adolescent qu'il est devenu est pétri de talent et son nom commence à circuler dans le milieu du ballon rond. À quinze ans et demi, Gérard Prêcheur, CTR parisien, lui propose d'intégrer l'AS Nancy-Lorraine où son frère, Patrick, entraîne l'équipe de Division d'Honneur. Son oncle, Pape Diouf, alors agent de joueur, lui conseille de suivre cette trajectoire. Après un test initial avec la DH, Nancy décide de le garder. Les techniciens nancéiens, Patrick Gabriel et Rachid Maatar, sont aussitôt conquis. En 1996, à 16 ans, Soufiane Koné quitte sa mère et intègre le lycée Georges-de-la-Tour à Laxou.

### Espoir déchu à Nancy

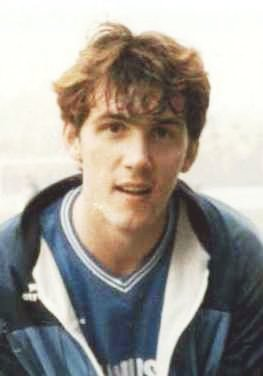
Lors de sa seule saison en seniors, Koné évolue avec Tony Cascarino en attaque.

Quelques mois pour s'acclimater à la Forêt de Haye et Soufiane fait déjà partie des espoirs du club au chardon. Lors de sa première saison en Lorraine, il navigue entre les moins de 17 ans et l'équipe de Nationale 2. Premier coup dur en juin 1997, il se fracture le péroné et rate la saison réussie où le club décroche le titre de Division 2 et la montée en Élite. Avant le début de la saison suivante, Laszlo Bölöni déclare : « on croit beaucoup en Soufiane. Évidemment, il y a encore trop de naïveté dans son jeu, il manque aussi parfois de réalisme et il n'est pas encore suffisamment chevronné pour dominer un défenseur de métier. Mais il n'a que dix-huit ans ».
L'année suivante, il est invité à rejoindre le groupe professionnel et figure dans l'effectif 1998-1999. Le 8 août, lors de la première journée de Division 1 face au FC Sochaux, il est titularisé par Laszlo Bölöni à la pointe de l'attaque nancéienne et inscrit son premier but la semaine suivante. Lors des huit premières journées, il inscrit quatre buts évoluant pourtant sur le côté droit de l'attaque dont le centre est occupé par Tony Cascarino. En même temps que les terrains, Koné passe son Bac STT. Le 10 janvier 1999, Koné est titulaire pour les seizièmes de finale de la Coupe de la Ligue, Nancy reçoit l'AS Beauvais, et le jeune attaquant inscrit le seul but du match (1-0). Ses performances en D1 interpellent l'entraîneur de l'équipe de France espoir, Raymond Domenech, qui le présélectionne pour un match amical en Islande. Soufiane Koné porte de nouveau le maillot des Bleus quelques semaines plus tard avec la sélection junior.
Le 4 octobre 1998, sur la pelouse du stade Saint-Symphorien, Soufiane Koné inscrit deux buts dans le derby Nancy-Metz. Le 30 janvier 1999, il signe son premier contrat professionnel qui le lie jusqu'en 2003 avec l'ASNL. Titulaire au sein de l'Équipe de France de football des moins de 18 ans, il participe au championnat d'Europe en Suède, du 16 au 27 juillet 1999.

### Grave blessure

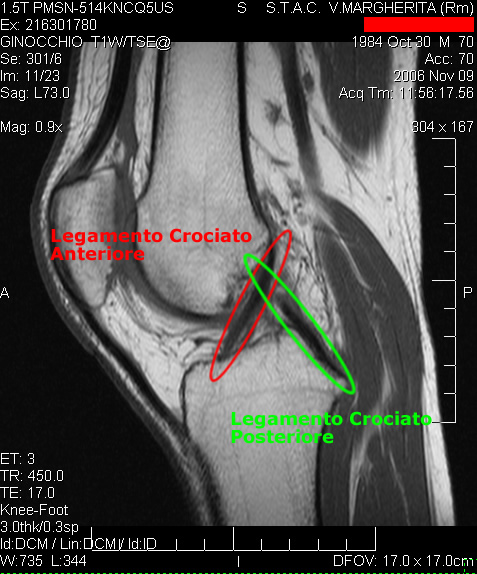
Ligaments croisés par IRM.

Parti disputer le championnat d’Europe juniors en Suède, Soufiane revient fatigué. Il demande une coupure de quelques jours mais l'AS Nancy-Lorraine, dépourvu en attaque, a besoin de lui. Alors Soufiane serre les dents, se fait violence. Il se blesse à la cuisse, le 9 août 1999. Puis tombe pour de bon, quinze jours plus tard, le 24 août 1999. A l’entraînement, au moment de frapper le ballon, son genou gauche se bloque et craque. Hurlant de douleur, l’attaquant est évacué vers la polyclinique de Gentilly, où une IRM révèle une rupture des ligaments croisés, doublée d’un étirement du nerf sciatique. Dans le dossier médical, il est écrit « sciatique poplité externe distendu ». Le nerf sciatique est fichu, et le processus de repousse est extrêmement lent. Soufiane se maintient en forme, travaille le haut du corps, mais sa jambe reste paralysée. Pendant de longs mois, il ne peut ni poser le pied à terre, ni bouger les orteils.
En mai 2001, presque deux ans après sa blessure, Koné ne rejoue toujours pas mais il s’obstine. En rupture avec l'AS Nancy-Lorraine, il se maintient avec un préparateur physique indépendant, spécialisé dans la remise en forme des sportifs et connu de nombreux footballeurs professionnels. Enfin des progrès se font sentir. A Calais puis Barcelone, où il s’entraîne seul des heures durant, Koné court, sprinte, tape dans le ballon. Son préparateur n’a aucun doute sur le fait qu’il rejouera au plus haut niveau. Pourtant, à Nancy, plus personne n’y croit. S’appuyant sur deux avis médicaux préalables, les dirigeants nancéiens semblent persuadés que Soufiane Koné ne rejouera plus jamais au haut niveau. Désormais, ils veulent limiter la casse financière. Comme tous les joueurs pro, Koné est en effet assuré et pour prétendre à l’indemnité de quatre millions d’euros, Nancy doit faire la preuve que Koné est inapte à la pratique du football. Mais il faut aller vite. Passé le terme du contrat liant le joueur au club, en 2003, aucune action ne sera envisageable.
En mai 2002, après avoir refusé  une première expertise, Koné, désormais seul, sans agent ni avocat, est contraint de se soumettre à un nouvel examen. Il est officiellement déclaré inapte à la pratique du football et ne peut plus jamais jouer en professionnel. Convaincu de sa capacité à se remettre sur pied, Koné s’estime floué. Jacques Rousselot, le président du club de Nancy, se défend : « Pour nous aussi, sa retraite anticipée était une catastrophe, mais que pouvions-nous faire ? Nous lui avons laissé deux ans pour se retaper, combien de temps fallait-il attendre ? Les médecins nous assuraient qu’il ne pourrait jamais rejouer. Et l’assurance ne nous a pas indemnisés à hauteur de 4 millions. Comme Soufiane s’est blessé seul, l’assurance a contesté la validité de l’indemnisation, et nous avons dû transiger pour une somme bien inférieure… ».
En 2002, à 22 ans, Soufiane Koné se retrouve sans travail. Avec les 933 euros d’indemnités mensuelles que lui verse la Sécurité sociale il tente de changer de vie. Il retourne à Évry, retrouve ses amis d’adolescence, connaît ses premiers démêlés avec la justice.

### Tentative de retour à Cannes puis Virton (2003-2006)
Soufiane Koné est en voie de reconversion, mais il n’a pas complètement renoncé au football. Il joue avec ses amis en bas de l’immeuble et ne ressent plus de douleur. Il se met au football en salle, puis s’en va tenter sa chance à l'AS Cannes, qui évolue en troisième division et dispose d’un statut amateur. Il joue deux matchs, avant de s’embrouiller avec les dirigeants. Il file alors au Royal Excelsior Virton, en D2 belge, où il évolue de 2004 à 2006. Soufiane Koné n’a plus les qualités de vitesse et de technique qui firent l’entraîneur roumain László Bölöni, son coach à Nancy, le comparer à Cristiano Ronaldo. Mais il joue bel et bien au football, démentant de fait les examens médicaux qui l’avaient condamné.

### Après carrière: déboires avec la justice (depuis 2006)
Après son expérience au Royal Excelsior Virton, Soufiane réside à Saint-Julien-lès-Metz, en Lorraine. Le football ne lui assurant plus de revenus substantiels, il se fait embaucher par une entreprise de sécurité. Videur, payé au SMIC, il officie notamment au « Bling », un night-club messin, et rencontre des personnes peu fréquentables. En 2000 déjà, il est contrôlé en possession d’un revolver .22 Long Rifle. Puis, il enchaîne les délits routiers. Plus tard, il est arrêté en possession d’une bombe lacrymogène. Vierge avant sa blessure, son casier judiciaire s’étoffe.
Soufiane Koné est interpellé et écroué le 29 mai 2010 dans le cadre d'une affaire de trafic de stupéfiants à Metz-Borny avec 21 personnes, âgées de 18 à 30 ans. 650 grammes d'héroïne, 4 kilos de cocaïne, plus de 10 000 euros en espèces et sept armes à feu, dont une Kalachnikov, sont saisis. Le 13 juillet 2011, il est condamné à cinq ans de prison ferme par le tribunal correctionnel de Metz qui le reconnaît coupable d'avoir dirigé l'entreprise délictuelle. Selon le SRPJ, qui avait mobilisé près de 120 fonctionnaires pour le démantèlement du réseau, au moins 32 kilos de drogue venant des Pays-Bas auraient été écoulés depuis le début de l’enquête en octobre 2009.

## Style de jeu
En 1998, lorsqu'il est appelé en équipe de France juniors, son sélectionneur Jean-François Jodar déclare qu'il « est un gars dont la morphologie sort de l'ordinaire. (...) Il a une puissance extraordinaire pour se retourner et défier son adversaire direct. Soufiane est aussi doué dans les jeux de volée. Techniquement, il doit encore travailler sa prise et sa protection de balle. Avec nous (les juniors français) il a également tendance à trop vouloir en faire. Il doit apprendre à jouer simple ».
Jodar poursuit sur son potentiel et sa future progression alors certaine : « son premiers gros avantage (...) c'est qu'il joue régulièrement en Division 1 ». Il pense que le fait d'être entraîné par Laszlo Bölöni, ancien attaquant international, va lui permettre d'apprendre les « petits trucs » qui font la différence à ce poste. « Et comme Soufiane est un « bosseur », doté d'un excellent état d'esprit, il confirmera vite ». Bölöni déclare à son tour : « on croit beaucoup en Soufiane. Évidemment, il y a encore trop de naïveté dans son jeu, il manque aussi parfois de réalisme et il n'est pas encore suffisamment chevronné pour dominer un défenseur de métier. Mais il n'a que dix-huit ans ».

## Statistiques
Le tableau suivant illustre les statistiques professionnelles de Soufiane Koné,,,,.
| Saison                | Club                  | Championnat           | Championnat | Championnat | Coupe nationale | Coupe nationale | Coupe de la Ligue | Coupe de la Ligue | Total | Total |
| Saison                | Club                  | Division              | M.          | B.          | M.              | B.              | M.                | B.                | M.    | B.    |
| 1997-1998             | AS Nancy-Lorraine     | D2                    | -           | -           | -               | -               | -                 | -                 | 0     | 0     |
| 1998-1999             | AS Nancy-Lorraine     | D1                    | 30          | 6           | -               | -               | 1                 | 1                 | 31    | 7     |
| 1999-2000             | AS Nancy-Lorraine     | D1                    | 2           | 0           | -               | -               | -                 | -                 | 2     | 0     |
| 2000-2001             | AS Nancy-Lorraine     | D2                    | -           | -           | -               | -               | -                 | -                 | 0     | 0     |
| 2001-2002             | AS Nancy-Lorraine     | D2                    | -           | -           | -               | -               | -                 | -                 | 0     | 0     |
| Sous-total            | Sous-total            | Sous-total            | 32          | 6           | 0               | 0               | 1                 | 1                 | 33    | 7     |
| 2002-2003             | Sans-club             | -                     | -           | -           | -               | -               | -                 | -                 | 0     | 0     |
| 2003-2004             | AS Cannes             | National              | 2           | 0           | -               | -               | -                 | -                 | 2     | 0     |
| 2004-2005             | RE Virton             | D2                    | 2           | 0           | -               | -               | -                 | -                 | 2     | 0     |
| 2005-2006             | RE Virton             | D2                    | -           | -           | -               | -               | -                 | -                 | 0     | 0     |
| Total sur la carrière | Total sur la carrière | Total sur la carrière | 36          | 6           | 0               | 0               | 1                 | 1                 | 37    | 7     |

## Palmarès
Lors de la saison 1997-1998, l'AS Nancy-Lorraine est championne de Division 2. Malheureusement pour lui, Soufiane Koné se fracture le péroné en juin 1997 et rate toute la saison sans disputer le moindre match. Il ne se voit donc pas attribuer le titre malgré sa présence officielle dans l'effectif.
À la suite de sa carrière, il ne vivra plus de près ou de loin une saison réussie sur le plan sportif.